# 普代村
普代村（ふだいむら）は、岩手県にある太平洋に面した村であり、北緯40度線上世界最東端の地である。

## 地理

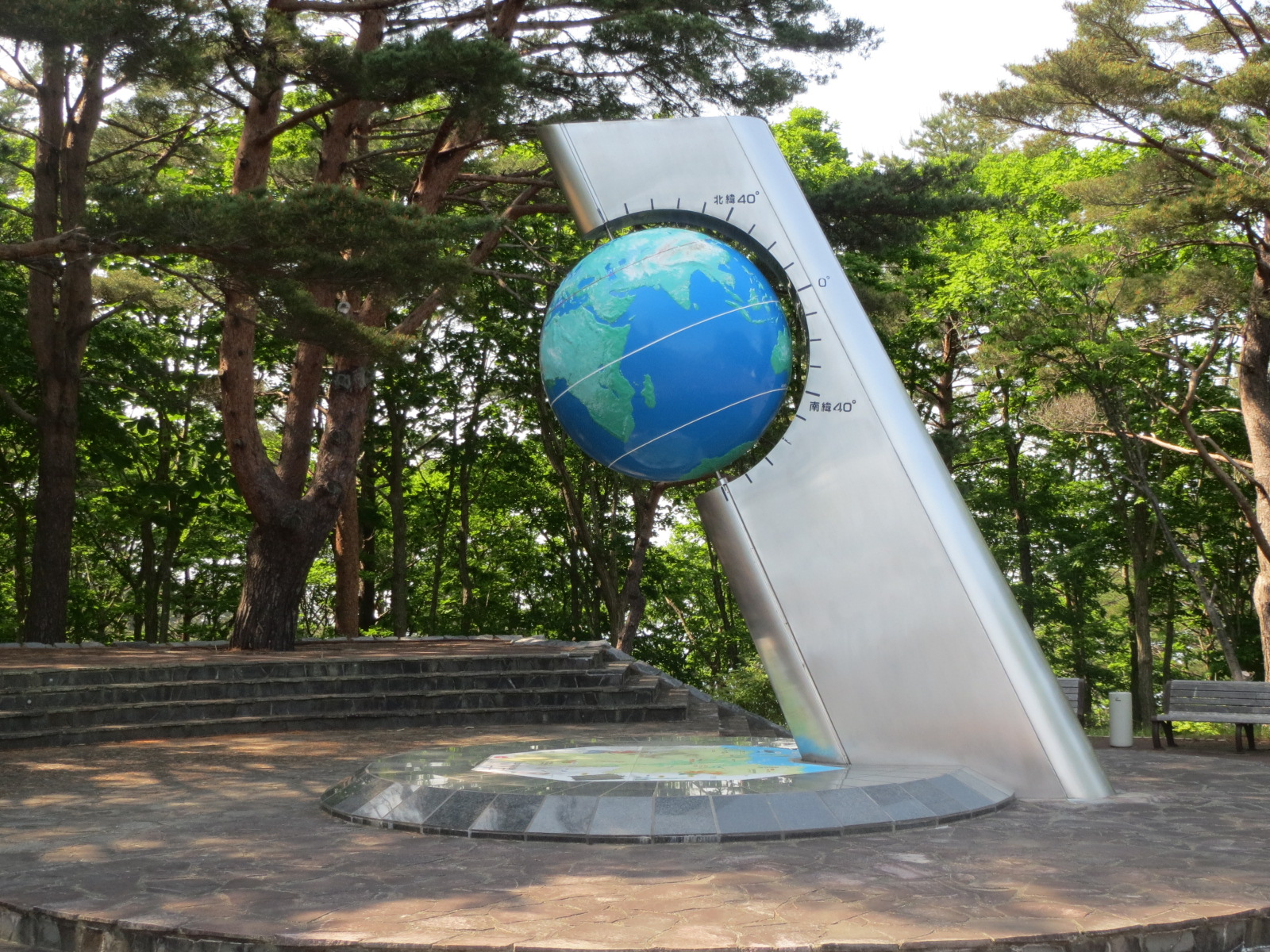
黒崎の北緯40度シンボル塔

岩手県北東部に位置する村であり、三陸海岸を有し太平洋に面している。海岸部は比高100mを越える断崖絶壁がほとんどであり、砂浜などは少ない。地域内での最も大きな河川は普代川およびその支流の茂市川であり、村を横断し普代浜にて海に注いでいる。平野部は極少なく、西から東方向へと流れる河川が狭い渓谷を形作っており、河川沿いに僅かに見られるのみである。地域内には海岸段丘の発達が見られ、丘陵上は平坦地が広がっている部分もある。

## 気候
ケッペンの気候区分では西岸海洋性気候に属する。
| 要素     | 観測値 | 観測年月日                |
| -------- | ------ | ------------------------- |
| 最高気温 | 37.7℃  | 1978年（昭和53年）8月3日  |
| 最低気温 | -20.4℃ | 1978年（昭和53年）2月15日 |

| 普代の気候                                     | 普代の気候   | 普代の気候   | 普代の気候   | 普代の気候   | 普代の気候    | 普代の気候    | 普代の気候    | 普代の気候    | 普代の気候    | 普代の気候    | 普代の気候   | 普代の気候   | 普代の気候       |
| 月                                             | 1月          | 2月          | 3月          | 4月          | 5月           | 6月           | 7月           | 8月           | 9月           | 10月          | 11月         | 12月         | 年               |
| ---------------------------------------------- | ------------ | ------------ | ------------ | ------------ | ------------- | ------------- | ------------- | ------------- | ------------- | ------------- | ------------ | ------------ | ---------------- |
| 最高気温記録 °C （°F）                         | 16.6 (61.9)  | 21.4 (70.5)  | 23.9 (75)    | 32.2 (90)    | 33.1 (91.6)   | 34.6 (94.3)   | 35.9 (96.6)   | 37.7 (99.9)   | 34.9 (94.8)   | 31.1 (88)     | 26.8 (80.2)  | 22.8 (73)    | 37.7 (99.9)      |
| 平均最高気温 °C （°F）                         | 4.3 (39.7)   | 4.7 (40.5)   | 8.4 (47.1)   | 14.2 (57.6)  | 18.7 (65.7)   | 21.0 (69.8)   | 24.6 (76.3)   | 26.3 (79.3)   | 23.5 (74.3)   | 18.6 (65.5)   | 13.2 (55.8)  | 7.0 (44.6)   | 15.4 (59.7)      |
| 日平均気温 °C （°F）                           | −0.7 (30.7)  | −0.4 (31.3)  | 2.8 (37)     | 8.1 (46.6)   | 12.8 (55)     | 16.1 (61)     | 20.1 (68.2)   | 21.7 (71.1)   | 18.5 (65.3)   | 12.5 (54.5)   | 6.7 (44.1)   | 1.6 (34.9)   | 10.0 (50)        |
| 平均最低気温 °C （°F）                         | −5.3 (22.5)  | −5.4 (22.3)  | −2.6 (27.3)  | 1.9 (35.4)   | 7.3 (45.1)    | 11.9 (53.4)   | 16.7 (62.1)   | 18.1 (64.6)   | 14.2 (57.6)   | 7.2 (45)      | 1.0 (33.8)   | −3.1 (26.4)  | 5.2 (41.4)       |
| 最低気温記録 °C （°F）                         | −17.3 (0.9)  | −20.4 (−4.7) | −13.7 (7.3)  | −6.9 (19.6)  | −2.5 (27.5)   | 0.1 (32.2)    | 5.9 (42.6)    | 6.9 (44.4)    | 4.1 (39.4)    | −3.7 (25.3)   | −7.6 (18.3)  | −13.5 (7.7)  | −20.4 (−4.7)     |
| 降水量 mm （inch）                             | 66.6 (2.622) | 62.4 (2.457) | 88.5 (3.484) | 86.0 (3.386) | 102.3 (4.028) | 144.2 (5.677) | 167.1 (6.579) | 195.5 (7.697) | 224.1 (8.823) | 170.1 (6.697) | 61.3 (2.413) | 64.8 (2.551) | 1,430.5 (56.319) |
| 平均降水日数 （≥1.0 mm）                       | 5.1          | 5.9          | 7.7          | 7.9          | 9.8           | 10.3          | 12.9          | 12.6          | 11.5          | 7.9           | 6.0          | 5.0          | 102.1            |
| 平均月間日照時間                               | 158.2        | 157.5        | 185.7        | 196.5        | 198.4         | 167.2         | 141.7         | 155.1         | 139.2         | 151.0         | 151.2        | 147.1        | 1,948.8          |
| 出典1：平年値（年・月ごとの値）                |              |              |              |              |               |               |               |               |               |               |              |              |                  |
| 出典2：観測史上1～10位の値（年間を通じての値） |              |              |              |              |               |               |               |               |               |               |              |              |                  |

## 歴史
- 1889年（明治22年）4月1日 - 町村制の施行により、北閉伊郡普代村を廃し、その区域をもって北閉伊郡普代村を設置する。
- 1897年（明治30年）4月1日 - 北閉伊郡、中閉伊郡及び東閉伊郡を廃し、小本村、田野畑村、普代村、岩泉村、有芸村、安家村、小川村、大川村、川井村、門馬村、小国村、宮古町、鍬ヶ崎町、山田町、崎山村、田老村、山口村、千徳村、花輪村、茂市村、刈屋村、磯鶏村、津軽石村、重茂村、豊間根村、大沢村、織笠村及び船越村の区域をもって下閉伊郡を設置する[1]。
- 1961年（昭和36年）5月28日 - 新里村から始まった山火事が普代村へ延焼。普代村立黒崎小学校（後に普代小学校へ統合）の校舎が全焼するなどの被害[2]。
- 1964年（昭和39年） - 村章を制定する[3]。
- 2011年（平成23年）3月11日 - 東日本大震災。津波で沿岸部の漁業施設などが壊滅したが、高さ15.5mの普代水門や太田名部防潮堤が決壊せずに津波を大幅に減衰[4]させ、集落への浸水被害を最小限に抑えることができた[5]。

## 行政
- 村長：柾屋伸夫（まさや のぶお、2011年（平成23年）6月26日就任）

## 姉妹都市・友好都市

### 日本国内
- 三種町（秋田県 山本郡）：1985年（昭和60年）10月に旧・琴丘町と北緯40度関係同士の友好町村として友好都市提携。

## 産業
漁業
- 堀内漁港
- 沢漁港
- 白井漁港
- 太田名部漁港
- 黒崎漁港
- 弁天漁港

郵便局
- 普代郵便局（集配局）
- 堀内郵便局

## 地域

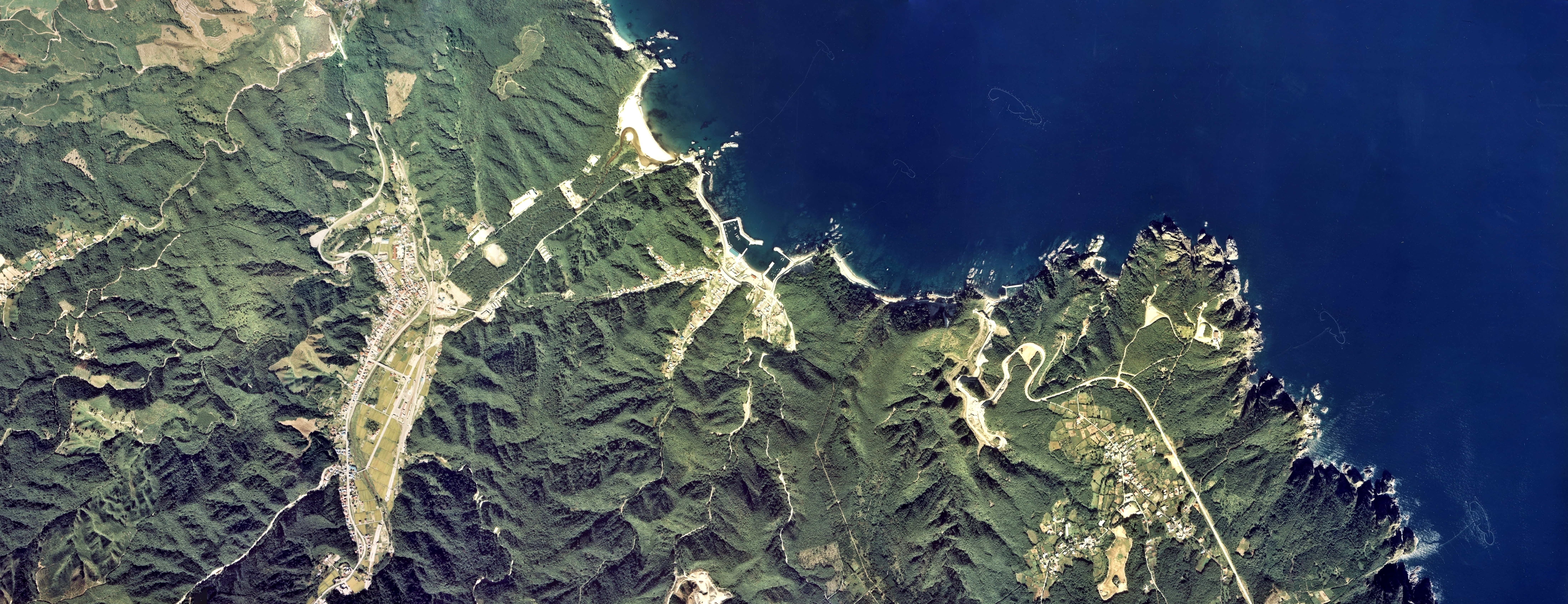
普代村中心部と黒崎周辺の空中写真。1977年撮影の5枚を合成作成。
。

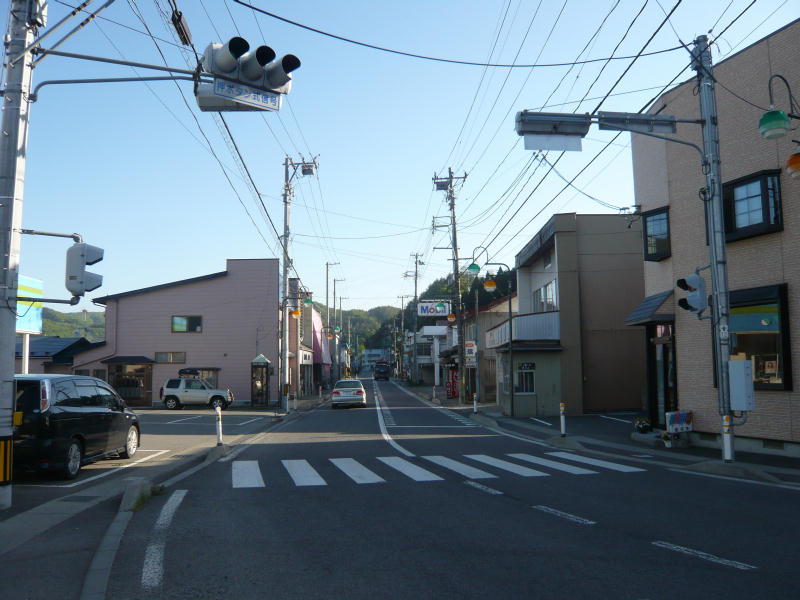
普代集落中心部（2013年5月31日）

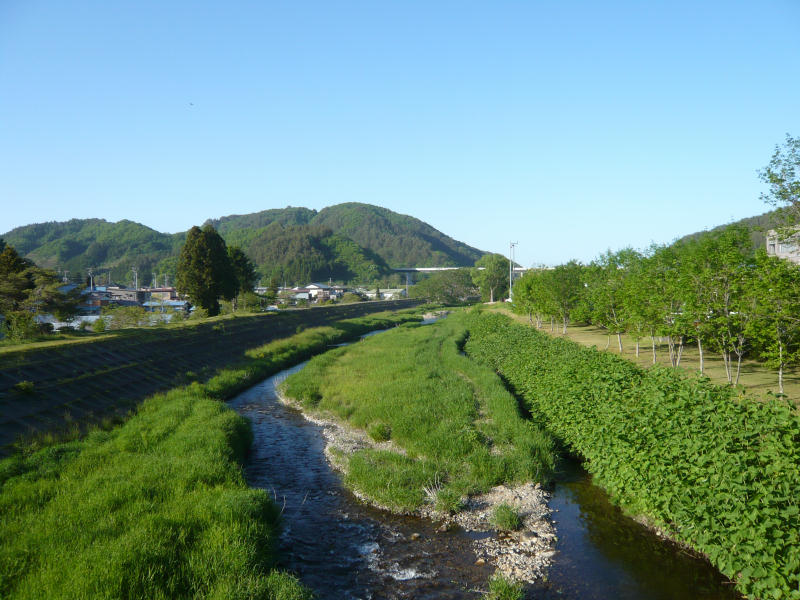
普代集落を流れる普代川（2013年5月31日）

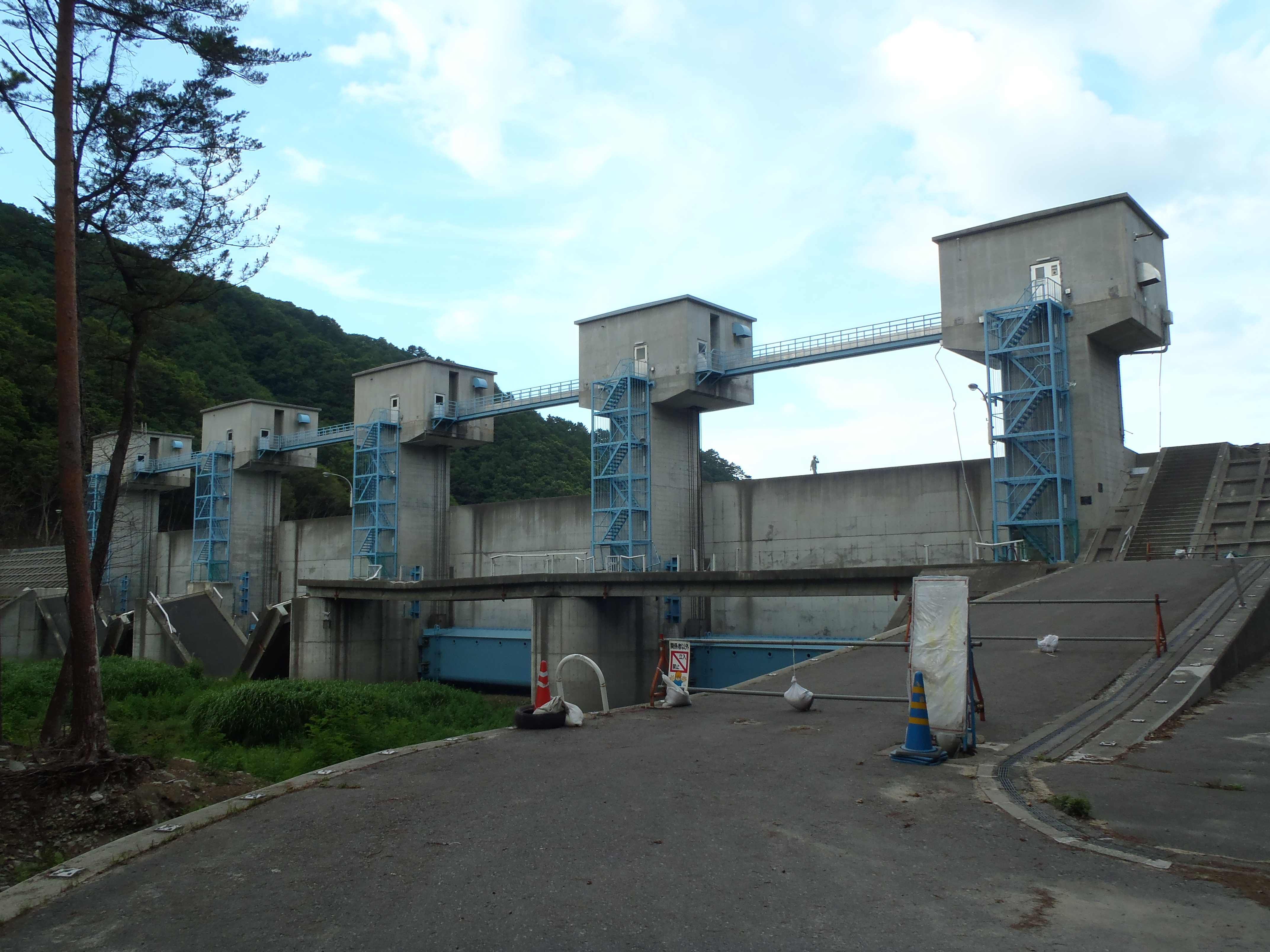
普代水門（2011年8月4日）

### 人口
| |                                        |  |
| 普代村と全国の年齢別人口分布（2005年） | 普代村の年齢・男女別人口分布（2005年） |  |
| ■紫色 ― 普代村 ■緑色 ― 日本全国 | ■青色 ― 男性 ■赤色 ― 女性              |  |
| 普代村（に相当する地域）の人口の推移 \| 1970年（昭和45年） \| 4,162人 \| \| \| 1975年（昭和50年） \| 4,029人 \| \| \| 1980年（昭和55年） \| 4,023人 \| \| \| 1985年（昭和60年） \| 4,013人 \| \| \| 1990年（平成2年） \| 3,909人 \| \| \| 1995年（平成7年） \| 3,796人 \| \| \| 2000年（平成12年） \| 3,583人 \| \| \| 2005年（平成17年） \| 3,358人 \| \| \| 2010年（平成22年） \| 3,088人 \| \| \| 2015年（平成27年） \| 2,795人 \| \| \| 2020年（令和2年） \| 2,487人 \| \| |                                        |  |
| 総務省統計局 国勢調査より |                                        |  |
| 1970年（昭和45年） | 4,162人                                |  |
| 1975年（昭和50年） | 4,029人                                |  |
| 1980年（昭和55年） | 4,023人                                |  |
| 1985年（昭和60年） | 4,013人                                |  |
| 1990年（平成2年） | 3,909人                                |  |
| 1995年（平成7年） | 3,796人                                |  |
| 2000年（平成12年） | 3,583人                                |  |
| 2005年（平成17年） | 3,358人                                |  |
| 2010年（平成22年） | 3,088人                                |  |
| 2015年（平成27年） | 2,795人                                |  |
| 2020年（令和2年） | 2,487人                                |  |

平成27年国勢調査より前回調査からの人口増減をみると、9.49％減の2,795人であり、増減率は県下33市町村中25位。

## 教育
両校は小中一貫教育の研究指定を受けている。

### 中学校
- 普代村立普代中学校

### 小学校
- 普代村立普代小学校

※以下は廃校
- 普代村立鳥茂渡小学校（2007年・普代小へ統合）
- 普代村立黒崎小学校（2010年・同上）
- 普代村立堀内小学校（同上）

### こども園・保育園
- 普代村立 はまゆり子ども園
- つちのこ保育園（NPO法人地球のしごと大學運営）

※村内に高等学校は存在しない。最寄りの高校は岩手県立久慈工業高等学校。

## 交通

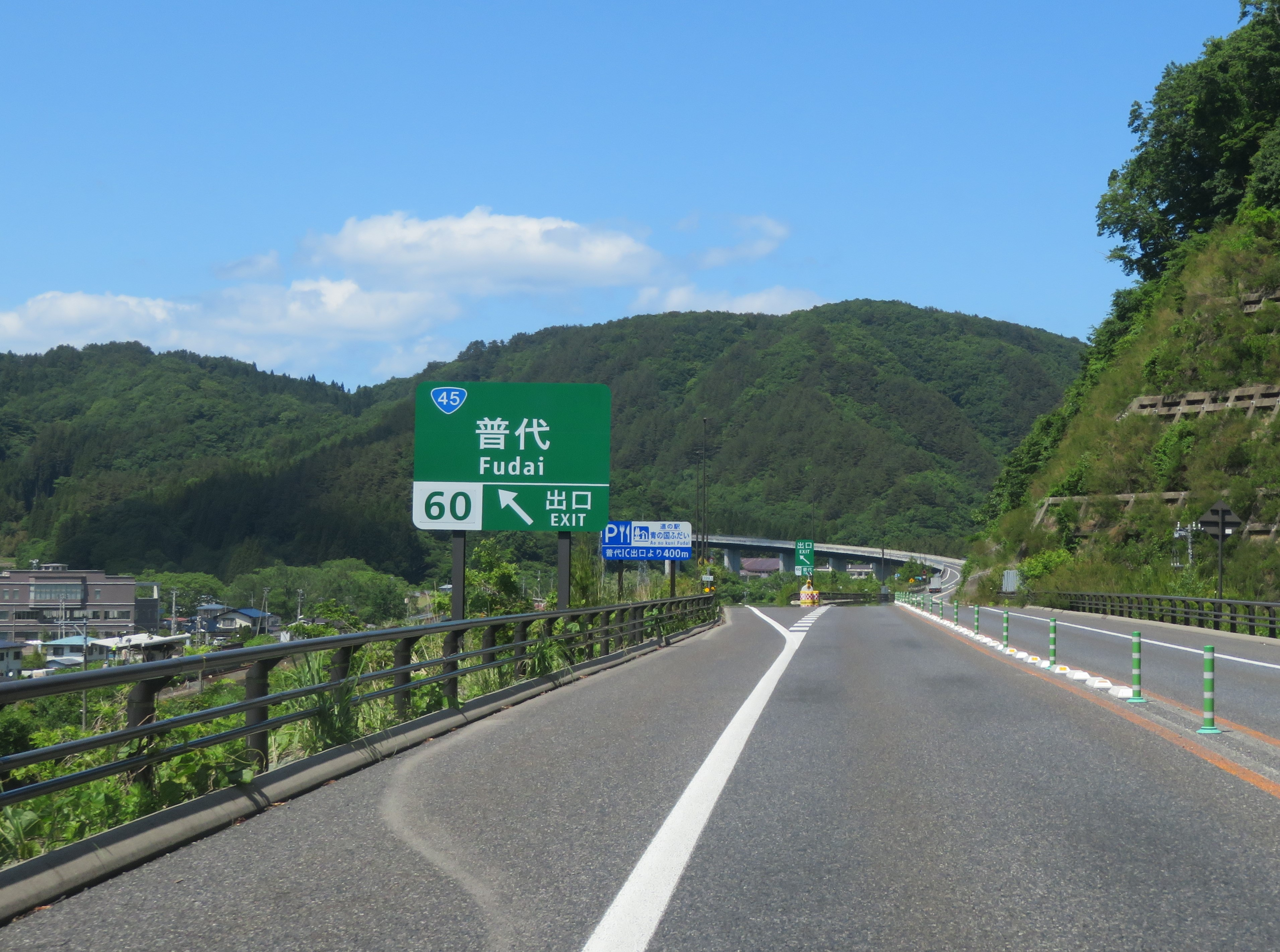
三陸道・普代IC

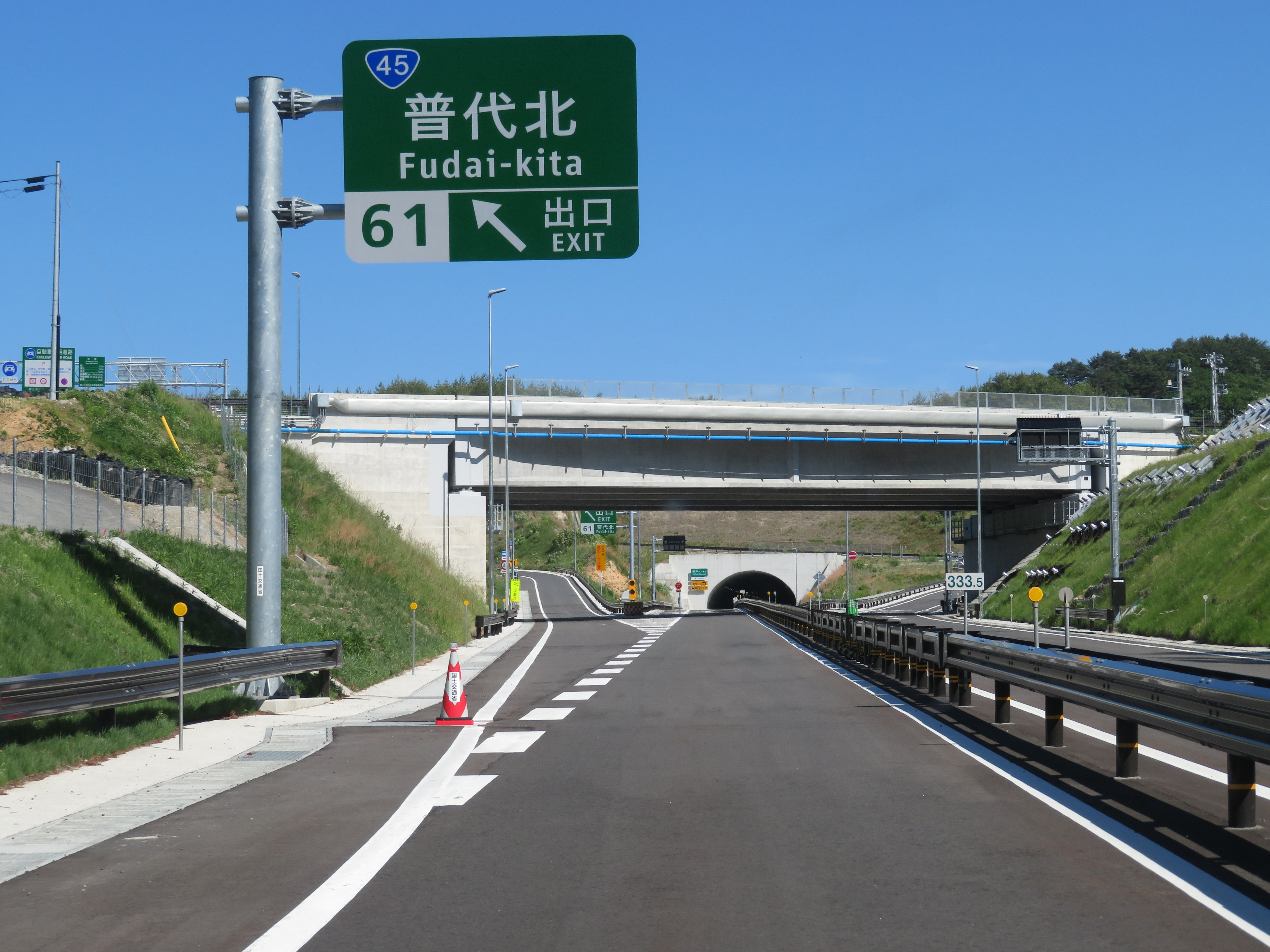
普代北IC

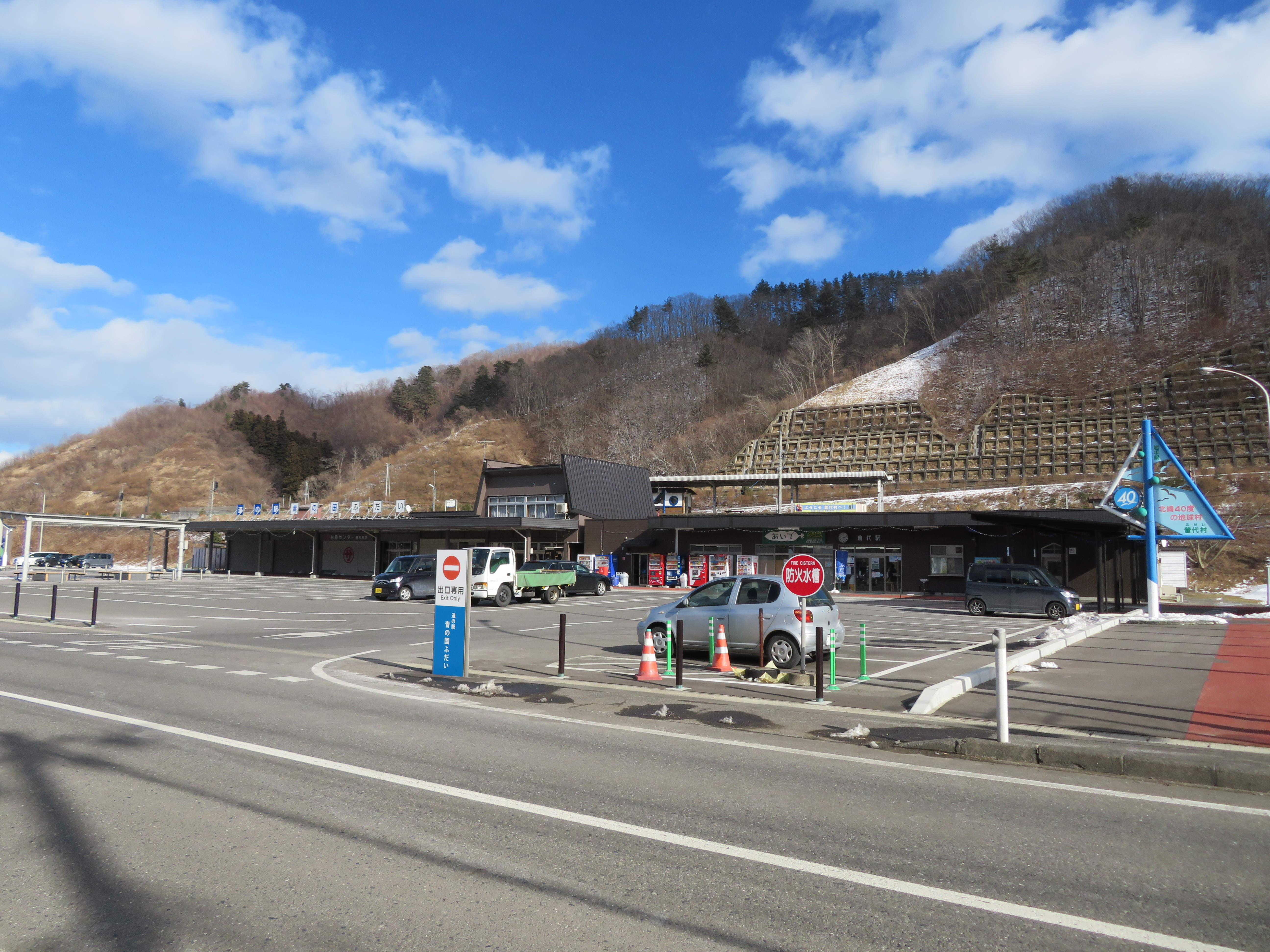
三陸鉄道普代駅・道の駅青の国ふだい

### 鉄道
- 三陸鉄道
  - リアス線：普代駅 - 白井海岸駅 - 堀内駅

### バス
- 普代村営バス
- 田野畑村営バス - 一部路線が普代駅へ乗り入れている。

### 道路

#### 高速道路

##### 地域高規格道路
- E45 三陸北縦貫道路
  - 一般国道45号普代道路・野田久慈道路：（田野畑村） - (60) 普代IC - (61) 普代北IC - （野田村）

#### 一般国道
- 国道45号

#### 県道

##### 主要地方道
- 岩手県道44号岩泉平井賀普代線

##### 一般県道
- 岩手県道202号普代小屋瀬線

#### 道の駅
- 青の国ふだい

## 名所・旧跡・観光
- 普代浜海水浴場
- 陸中黒埼灯台 - 日本の灯台50選に選ばれている。
- 鵜鳥神社 - 鵜鳥神楽

- 陸中黒崎灯台
- アンモ浦
- カリヨンの鐘
- 鵜鳥神社遥拝殿
- 三陸鉄道・堀内駅
- 普代浜

## 出身有名人
- 和村幸得 - 同村の元村長。普代水門や太田名部防潮堤を建設した。
- 銀次 - 同村出身のプロ野球選手。東北楽天ゴールデンイーグルス内野手。